# Ögonfonden
Ögonfonden är en svensk forskningsfond med syfte att främja och initiera vetenskaplig ögon- och synforskning. Fonden stiftades 1984 med namnet Stiftelsen Synfrämjandets Forskningsfond. Nuvarande namnet Ögonfonden antogs 2009.
Ögonfondens styrelse utses av stiftarföreningarna Synskadades Riksförbund, Optikerförbundet, Sveriges ögonläkarförening.
Sedan 2016[källa behövs] är professor Stefan Seregard ordförande i Ögonfonden.
Årligen anordnas Ögats dag, med filmvisning och föreläsningar av ledande forskare inom området.
Mellan 1989 och 2020 har fonden delat ut 40 miljoner i forskningsmedel. Fonden delar ut mellan 20 och 40 anslag per år.